# Stanley Caine
Stanley Caine (* 11. Februar 1936 in London als Stanley Victor Micklewhite; † 13. Januar 2013 ebenda) war ein britischer Schauspieler und der jüngere Bruder des Schauspielers Michael Caine. Seine bekannteste Rolle übernahm er 1969 als „Coco“ in dem Film Charlie staubt Millionen ab (The Italian Job), in dem sein Bruder Michael die Hauptrolle hatte.

## Privatleben
Neben seinem älteren Bruder Michael hatte Stanley auch noch einen älteren Halbbruder. Beide lernten diesen erst nach dem Tod der Mutter 1989 kennen. Der Halbbruder starb 1992.
Bei Caine wurde 2008 Leukämie festgestellt. Er starb im Januar 2013 in London.

## Filmografie
- 1966: Softly, Softly (Fernsehserie, 1 Folge)
- 1967: Das Milliarden-Dollar-Gehirn (Billion Dollar Brain)
- 1068: Ein dreckiger Haufen (Play Dirty)
- 1969: Charlie staubt Millionen ab (The Italian Job)